# Stasinos
Stasinos (griech. Στασίνος) war der Überlieferung nach ein Dichter der griechischen Antike und mutmaßlicher Verfasser des Epos Kypria (Κύπρια), „Zyprische Gesänge“, über die Vorgeschichte des Trojanischen Krieges. Der nur in Bruchstücken überlieferte Text gilt als erster Teil des achtteiligen Epischen Zyklus, dem Sagenkreis über Aufstieg und Fall der mehrfach zerstörten kleinasiatischen Festung Troja (Τροία).

## Leben und Werk
Über das Leben von Stasinos ist nichts Näheres bekannt. Er soll in Salamis auf Zypern geboren worden sein, im 8. oder 7. Jahrhundert vor der Zeitenwende gelebt haben und der Schwiegersohn von Homer gewesen sein. Nach einer bereits im 3. Jahrhundert v. Chr. verbreiteten und in den Variae Historiae des römischen Rhetorikers Claudius Aelianus mit Bezug auf Pindar erwähnten Legende heiratete Stasinos Homers Tochter Arsifoni. Als Mitgift, so eine Sagen-Variante, die der byzantinische Gelehrte Photius überlieferte, soll der Brautvater dem jungen Paar ein Exemplar des Kypria-Epos geschenkt haben.
Der wesentliche Inhalt und wenige Verse aus den Kypria-Gesängen, die auf ursprünglich nicht zusammenhängenden, älteren zyprischen Sagenmotiven beruhen könnten, sind durch die Myriobiblos des Photius überliefert, ein Werk, das zahlreiche ältere Schriften in Auszügen zusammenfasste. Dabei ist schon seit der Antike umstritten, ob der Titel des Epos auf die zyprische Herkunft des möglichen Verfassers Stasinos zurückgeht oder, wie es der spätantike Dichter Proklos nahelegte, auf den Beinamen der Aphrodite, die der Mythologie zufolge vor Zypern dem Meer entstiegen sein soll. Stilistisch wird das Epos ins 7. Jahrhundert vor der Zeitenwende datiert. Dass es nicht von Homer verfasst war, wie sehr alte Quellen annahmen, behauptete erstmals Herodot im zweiten Kapitel seiner Historien.
Schon der römische Dichter Horaz soll sich über die geradezu erschöpfende Weitschweifigkeit des Stasinos lustig gemacht haben. Demnach begann das ursprünglich elf Bücher umfassende Epos Kypria mit der Geburt der Helena aus dem Ei der von Zeus geschwängerten Leda. Im weiteren Verlauf des Werks berät sich Zeus mit seiner zweiten Frau Themis über die Notwendigkeit, das Bevölkerungswachstum, das schwer auf der Erde lastete, durch einen Krieg zu verlangsamen, und wie dieses Ziel am ehesten zu erreichen wäre. Zum indirekten Anlass für den Trojanischen Krieg wird schließlich die Hochzeit des Peleus mit der Nymphe Thetis, auf der die nicht eingeladene Göttin der Zwietracht, Eris, einen goldenen Apfel zwischen die Festgäste wirft, der die Aufschrift trägt „Der Schönsten“. Um diesen Titel bricht prompt ein Streit zwischen den anwesenden Göttinnen Aphrodite, Hera und Athene aus, der mit dem Urteil des Paris nicht beigelegt wird und schließlich nach dem Raub der Helena durch die Trojaner zum Krieg führt. Stasinos, dem auch moderne Kritiker im Vergleich zu Homer mangelnde poetische Einheitlichkeit vorwerfen, beendete sein Epos mit einer Beschreibung der trojanischen Truppen und einem Überblick über die Kampfhandlungen der ersten neun Jahre des Krieges.